# 吉井四郎
吉井 四郎（よしい しろう、1919年3月25日 - 1992年10月20日）は日本のバスケットボール指導者である。埼玉大学教授。日本バスケットボール協会理事。勲三等瑞宝章。兄は吉井精三郎（1936年ベルリンオリンピック日本代表バスケットボール選手）。

## 業績
1964年に東京オリンピックで監督を務めた後、東京教育大学・日本興業銀行・住友金属工業株式会社でコーチを務めた。
- 東京オリンピック（第18回夏季オリンピック）

1961年4月、日本バスケットボール協会から3年後に控えた全日本男子チームの監督として指名される。同年、修行の為渡米。ファンダメンタルの神と言われたバークレー校コーチのピート・ニューウェル（Pete Newell）と出会い、指導理論の幅を広げる。
帰国後、全国の高校生から大型有望新人の発掘を始める。外国勢に身長で劣る日本独自の戦法「ゆっくりとした攻撃で相手のチャンスを減らし自分達のチャンスはものにする」、「いかに相手にボールに近づかせないか（スクリナーアウト戦法）」などを編み出す。
- 東京教育大学

1950年から監督に就任した東京教育大学での10年間が吉井にとってコーチとしての開期となる。愛情・情熱・客観的視点を持って、低迷していたチームを見事オールジャパンで優勝するまでに成長させた。

## 生涯
- 1919年3月25日、日本の新潟市にて、7人兄弟の末っ子として生まれた。
- 1928年、2つ年上の兄・精三郎がやっていた影響でバスケットボールを始める。
- 1936年、兄・精三郎がベルリンオリンピック代表となる。
- 1937年、東京高等師範学校（後の東京教育大学現在の筑波大学）入学。
- 1938年、兄・精三郎が結核で倒れる。チームは大黒柱を失いガタガタの状態になったが、吉井はあらゆる分野の書物を乱読し、上級生と議論を何度も重ねた。「吉井流バスケット理論」の始まりである。
- 1939年、1940年に開催される東京オリンピック（第12回夏季オリンピック）の日本代表のメンバーに選出される。しかし、日中戦争の影響により、東京オリンピックは中止となる。
- 1941年、東京高等師範学校卒業。太平洋戦争勃発。戦争で無念にも右足を骨折し、バスケットボールにかける情熱を失いつつ終戦を迎える。冷めかけた情熱を再び熱く燃え上がらせたのは、志半ばで倒れた兄・精三郎の存在であった。
- 1944年9月、兄・精三郎逝去。
- 1950年、東京教育大学コーチ就任。
- 1964年、東京オリンピック（第18回夏季オリンピック）開催。全日本男子チーム監督。
- 全国各地のチームで指導にあたり、一般のレベル向上とバスケットボールの普及に努めた。
- その後、これまでの集大成の執筆を始める。
- 1992年10月20日、逝去（享年73）。
- 2020年、日本バスケットボール殿堂掲額者として選出された。

## 著書
- 『私の信じたバスケットボール』（大修館書店、1994年）
- 『バスケットボール指導全書 - 1.コーチングの理論と実際』（大修館書店、1986年）
- 『バスケットボール指導全書 - 2.基本戦法による攻防』（大修館書店、1987年）
- 『バスケットボール指導全書 - 3.特殊戦法による攻防』（大修館書店、1989年）
- 『バスケットボールのコーチング - [基礎技術編]』（大修館書店、1977年）
- 『バスケットボールのコーチング - [戦法・作戦編]』（大修館書店、1977年）